# Linia 11 metra w Szanghaju
Linia 11 – linia metra w Szanghaju, w Chinach. Posiada dwie linie: Linia A (linia główna) i Linia B (odgałęzienie). Dwie linie mają takie same trasy i stacje po Jiading Xincheng, ale zaczynają na różnych stacjach. Linia A zaczyna się od Jiading Bei, natomiast linia B rozpoczyna się od Anting i łączy się z Shanghai International Circuit. Linia jest zaznaczona w kolorze bordo na mapach systemu.